# Miguel Riglos (La Pampa)
Miguel Riglos es una localidad en la provincia de La Pampa, Argentina, dentro del departamento Atreucó. Su zona rural se extiende también sobre el departamento Catriló.

## Toponimia
Su denominación es un homenaje a Miguel Riglos; un comerciante, funcionario y político argentino, diputado ante el congreso que dio sanción a la Constitución Argentina de 1826.

## Población
Contó con 2034 habitantes (Indec, 2010), lo que representó un descenso del 1,4% frente a los 2064 habitantes (Indec, 2001) del censo anterior.
El censo nacional 2022 arrojó 2467 habitantes y 1212 viviendas.
| Gráfica de evolución demográfica de Miguel Riglos entre 1991 y 2022 |
|                                                                     |
| Fuente: Censos nacionales del INDEC                                 |

## Historia
La zona donde se encuentra Riglos, fue antes de la llamada Conquista del Desierto un lugar de paso de las tribus, ya que no hubo asentamientos allí. Por tratarse de una zona medanosa y con aguadas temporales, los recaudos para la siembra y el pastoreo de animales siempre tuvieron que tenerse muy en cuenta. 
En 1882 el título de propiedad de las tierras pasó de Luis Castex a Tomás Salvador de Anchorena. Es por eso que la historia de Riglos se asocia con esta tradicional familia y su estancia "La Merced", cuyo casco fue construido en 1893 y pasó a constituir el ícono más destacado del pasado de la localidad. En "La Merced" funcionó la posta de la mensajería de chasquis Catriló-Valle Argentino. Anchorena hizo mensurar los campos y comenzó su explotación. Tras su deceso en 1903, la propiedad quedó en manos de su esposa, Mercedes Riglos. Esta donó las tierras para la creación de un nuevo nucleamiento urbano que sugirió se llamara igual que su padre, Miguel Riglos.
Aunque la fecha de fundación se determinó en el 11 de noviembre de 1911, la subasta de tierras se inició tres décadas antes. La Comisión de Fomento fue creada en 1928 y estuvo presidida por Raúl Echegaray. En la actualidad, y ya con el rango de Municipalidad, la institución cubre un radio que abarca hasta Cereales. También de aquel año data la creación del Registro Civil, destacamento policial, estafeta postal y el Juzgado de Paz. La escuela del pueblo abrió sus aulas en marzo de 1916, recibiendo el número 91 y una matrícula de 30 alumnos. En 1968 se creó la Institución de Enseñanza Secundaria "General San Martín".

## Vías y Caminos
Se halla en el punto donde confluyen las rutas provinciales RP 1 y RP 14.
Como se da en muchas otras localidades, la vida de Miguel Riglos tiene mucho que ver con el ferrocarril. Mediante un decreto del Poder Ejecutivo fechado en 1904 se determinó extender la línea férrea Nueva Roma-Catriló, y una derivación llamada "Ramal Maza al oeste" que luego de pasar por Anchorena, cruzó "La Merced" y el campo de Agustín Spinetto, y llegó a Cereales. Es por demás evidente, que la intención siempre fue que este ramal llegara a Santa Rosa desde Cereales; y no solamente porque avanza en esa dirección, sino también porque allí se terraplenó una superficie de tres kilómetros.
La fecha precisa que indica la inauguración de la vía, es un misterio. Porque si bien la fundación del pueblo se toma el 11 de noviembre de 1911 con el paso del supuesto primer tren, el diario La Capital de Santa Rosa informó que un año antes este medio de transporte llegaba a Cereales, cuya estación se encontraba en construcción. En lo que no hay dudas, es en destacar a la estación del ferrocarril como punto neurálgico en la vida inicial de Riglos.
En los comienzos existió a pocos metros de la estación un boliche, que cumplía la función de parada de carros, en donde hoy nace el acceso a la ruta provincial N.º 1. También hubo en el lugar un pequeño caserío.[cita requerida]
Además por Riglos pasa la ruta provincial 14 que en su tramo este recorre el mismo camino del tren, uniendo Anchorena, Riglos y Cereales con la ruta nacional 35. A partir de allí sube 11 km por la troncal y continúa hacia el oeste por El Durazno, Jagüel del Monte, Paso de los Algarrobos y termina en el límite con Mendoza. La otra ruta, la provincial N.º 1 que corre de norte a sur, se construyó gracias al impulso de los vecinos de Lonquimay y Riglos.